# Laurenz Max Roth
Laurenz Max Roth (* 17. Februar 1814 in Münstereifel; † 27. März 1877 ebenda) war ein katholischer Priester, Professor und Theologe.

## Leben
Er besuchte das St. Michael-Gymnasium in seiner Heimatstadt und studierte ab 1832 in Bonn Theologie und Philologie. Im Herbst 1837 bestand er das philosophische Staatsexamen und machte dann am Gymnasium in Münstereifel das Probejahr. Am 14. Juni 1839 zum Priester geweiht, wurde er Religionslehrer an demselben Gymnasium. Am 3. April 1859 wurde er zum außerordentlichen Professor der Pastoraltheologie und Inspektor des theologischen Konviktes in Bonn ernannt. Die theologische Doktorwürde erhielt er in Würzburg in absentia. 